# Parallelodiplosis ramuli
Parallelodiplosis ramuli är en tvåvingeart som först beskrevs av Ephraim Porter Felt 1907.  Parallelodiplosis ramuli ingår i släktet Parallelodiplosis och familjen gallmyggor.
Artens utbredningsområde är New York. Inga underarter finns listade i Catalogue of Life.